# Jean-Claude Trichet
Jean-Claude Trichet (ur. 20 grudnia 1942 w Lyonie) – francuski ekonomista i bankowiec, w latach 1993–2003 prezes Banku Francji, od 2003 do 2011 prezes Europejskiego Banku Centralnego.

## Życiorys
Absolwent École nationale supérieure des mines de Nancy oraz ekonomii na Uniwersytecie Paryskim, ukończył także Instytut Nauk Politycznych w Paryżu oraz École nationale d’administration. Początkowo pracował jako inżynier. Od 1971 był urzędnikiem państwowym w inspekcji finansowej. Do 1981 pełnił różne funkcje doradcze, m.in. doradzał ministrowi gospodarki i przemysłu. Później zajmował głównie różne stanowiska w dyrekcji generalnej skarbu państwa (DG Trésor), którą kierował w latach 1987–1993. Od 1985 do 1993 był przewodniczącym Klubu Paryskiego.
W latach 1993–2003 stał na czele francuskiego banku centralnego. Był objęty postępowaniem karnym związanym z nieprawidłowościami w banku Crédit Lyonnais, które skutkowały jego bankructwem. W 2003 został oczyszczony z zarzutów dotyczących udziału w tym procederze. Umożliwiło mu to wówczas objęcie stanowiska prezesa Europejskiego Banku Centralnego z siedzibą we Frankfurcie nad Menem, którym kierował do 2011. Od 2010 do 2011 kierował jednocześnie Europejską Radą ds. Ryzyka Systemowego. W 2012 dołączył do rady dyrektorów Airbus Group.

## Odznaczenia i wyróżnienia
Laureat Nagrody Karola Wielkiego w 2011. Odznaczony m.in. Orderem Narodowym Zasługi IV klasy, Legią Honorową III klasy, Krzyżem Komandorskim z Gwiazdą Orderu Zasługi Rzeczypospolitej Polskiej oraz odznaką honorową „Za zasługi dla bankowości Rzeczypospolitej Polskiej”.